# 風が如く
『風が如く』（かぜがごとく、KAZE GA GOTOKU）は、米原秀幸による日本の少年漫画作品。サブタイトルは「Funky adventures of Goemon the king of thieves!!」。『週刊少年チャンピオン』（秋田書店）で連載されていた。
米原秀幸作品において初めての歴史漫画で、2008年10月23日発売の47号から2010年4月1日発売の18号まで連載された“戦国アドベンチャー”。作者も「史実も文化もお構いなし!」といった発言をしているように、戦国時代を舞台としながら時代（時空）を超えたストーリー展開となっている。したがって、日本における史実上の武将や家臣、おとぎ話の人物や宝物などを主軸に、現代人やバイクなどが作者のテイストで登場し、ファンタジー要素を含む作品となっていて、本作の物語そのものがパラレルワールド（後述）として展開している。厳密には、史実を元に独自の脚色を加えているので、完全なパラレルワールドというわけでもなく、要所で史実やおとぎ話で語り継がれる事柄や俗説と言われているエピソードなどが含まれている創作となっている。
本作の特徴として、効果線などによる作画演出が多用されていて、紀里谷和明（映画監督）は第1話の戦闘シーンにおいて、2ページにまたがる描写を「映像化は不可能、漫画の醍醐味」と絶賛した。また、映画『GOEMON』 の公開時期と連載が重なったのは偶然である。
「時代が五右衛門のようなヒーローを求めている」 江口洋介・談。

## 物語
戦国の世に、16歳にして天才的な盗術を備え、風のような身体能力と剣技を併せ持つ盗賊がいる。ある日お宝の話を耳にする。「ツキヨミの箱」 ─ 正体のわからないこの響きに両手が疼く。しかし、ひと苦労の末に奪ったお宝の正体はなんと、幼い少女だった。そしてある半月の夜、少女は姿を変え、「五つの宝物を集め、少女を月へ帰す」ことを小悪党の大盗賊に命じる。

## 登場人物

### 五右衛門一派
石川五右衛門（いしかわ ごえもん）
本作の主人公。年齢16歳。疼く手を持つ男。見たものや感じたものが宝であると、両手が疼く（作中の表現では「両の腕・両の手」）。
意地っ張りでわがまま、小悪党の大盗賊で、風を身に纏うように人の上を飛び回り、刀をかわす身体能力の持ち主。人間離れした必殺技も持っていて、未体験の単車やモーターボートをもあっさりと駆ることができた。負けず嫌いの側面もあり、負けた相手が子供（かぐや）であろうと苛立つ。
金髪にピアス、手にはブレスレット、首に大きな数珠のような飾り、南蛮を思わせるベストにブーツ、ズボンは履いておらず、腰から腿にかけて包帯のようなものを巻いていて、頭（髪）の中に様々な道具を隠し持っている。基本的に年齢や性別に関係無く呼び捨て・略称で呼び、よく唄を口ずさんでいる。
「豪快な盗術・風の如き剣技」が巷で噂になっている盗賊で“正義”ではないものの、非人間的な者に対しては牙を剥き出しにすることがあり、その場合はお宝よりも道徳が優先される節があるが、自ら「小悪党の大盗賊」と名乗るほどで、盗賊（悪党）である。
自分のことや過去のことを語ろうとしないが、「忍び上がりの盗賊」ということは明らかになっていて（忍びとしては伊賀流）、自身の体に「風神」を宿している（「追憶編」「竜巻列旋」を参照）。
一匹狼で世間にかまわず生きてきたが、かぐやと出逢ったことで何かが変わり始めた。目標（お宝）は「かぐやを月へ帰す（そして月を盗る）」。
幼少時代（過去）については、「追憶編」を参照。
エピローグにて、五右衛門自身も現代人だったことが明かされ、現代でワープくんと再会することとなった。後述のように経験が記憶に残っていないため初対面となり、ワープくんとは同級生（桜城高校2年生）だった。
かぐや
年齢704歳。五右衛門が盗んだ「月詠みの箱」に閉じ込められていた少女で、年に一度、満月の夜に望んだ物を呼び寄せる不思議な力を持っている。
裸の状態で紐で縛られ、糞尿まみれの状態で箱に閉じ込められていて、五右衛門に盗まれたことで救出された形になった。
おかっぱ頭で裸足、容姿やしゃべり方は幼い子供で、口癖は「ぷに」「ぷ」。幼さゆえ、五右衛門を呼ぶときは「ゴィモン」となってしまう（他に、鬼ヶ島は「オぃが島」、一益（かずます）は「カズマシ」など）。
自称“704歳”ということと、“年に一度、望んだ物を呼び寄せる”ということなので、「この時代には存在しないはずの700以上のアイテムがこの時代に存在する」ということになる。が、かぐや本人は過去に何を呼んだかは覚えていない様子で、普段は元気の良い、ちょっとやんちゃな可愛らしい子供で、五右衛門とは兄妹のような雰囲気が時折見られる。そして、泳げない（泳ぎ方を知らない）。
不思議な力を持っていること以外は普通の人間なので、風邪を引いて熱を出すこともある。
かぐや（覚醒）
半月の夜に覚醒し、五右衛門に「五つの宝物を集め、かぐやを月に帰す」ことを命じた大人の姿のかぐや。幼いかぐやは覚醒したことを自覚していない様子で、五つの宝物と交わる満月の夜もこの姿を見せる。
可愛らしい雰囲気の幼いかぐやに比べて、綺麗で落ち着いた雰囲気の女性で、姿が非常に大きく裸、髪は背丈と同じくらい長く、その姿が月と重なる部分は半透明になる。尊大で口の悪いところがあり、初対面の五右衛門に対して感謝の気持ちを口にしたあと、五右衛門のことを「くされ小悪党の大盗賊」と表現した。
幼いかぐやとの関係は明らかにされなかったが、エピローグにて2人同時に登場しており、地球上では「半月の夜」にだけ人に姿を見せられる形であり、月では幼いかぐやを含め「私たちかぐや」と表現した。
不思議な力
- 年に一度、中秋の名月の夜に望んだ物を呼び寄せる。異次元から呼び寄せることも可能。
- 五宝物の在処がわかる → 指を指して「あっち」。
- 五宝物を浄化 → 悪霊のような物を「食べる」。
- 人差し指で鍵を開ける → 得意気に「オホホ」と笑う。特に開けることができなかった五右衛門に対して得意気。
- 半月の夜 → 大人の姿に覚醒（上記）。
- 五つの宝物と集う時 → 更なる力を発動させる。

ワープくん / 時越速太（トキエツ ソウタ）
本作のもう1人の主人公。年齢16歳。桜城高校2年生。
かぐやが単車を呼び寄せた時に、不運にも現代から戦国時代へタイムスリップしてしまい、金太郎に「この時代にワープしてしまった」ことを伝えようとするも通じず、あだ名が「ワープくん」になってしまった。
人を思いやる優しい性格の現代人。ジャンパー、チノパン、スニーカーという格好で、常にショルダーバッグを身に付けている。五右衛門以外で唯一、単車を運転できるが、取得している免許は中免なので、実質は無免許運転になってしまう。
いわゆる“高校デビュー”の歴史や時代劇が好きな少年で、同い年の五右衛門や金太郎と違い、かぐやに励まされることもあるヘタレだが、五右衛門や金太郎と同じ次元に存在することで、徐々に人としての逞しさを覚えていく。
桜城高校（おうぎこうこう）とは、作者が過去に連載していた『ウダウダやってるヒマはねェ!』において舞台となっていた高校で、同作では東京・桜城高校となっているが、本作では不明で、ワープくんがこの時代へ来た時の場所は「浜松の辺り」ということになっている。
田中金太郎（たなか きんたろう）
年齢16歳。伝説の武人・坂田金時の末裔で、大きな木箱（箪笥）を背負い、相棒と共に先祖が残した宝を求めて旅をしている途中で五右衛門に出逢った。
五右衛門との白黒熊攻防戦では、力くらべでは勝ったものの、五右衛門の宝に対する執念と意地には負けてしまい、その執念の強さに惹かれて、半ば強引に五右衛門と共に行動することにした。
大柄でドレッドヘアを元結で束ね、巨大な鉞を使いこなす怪力で戦い慣れしているものの、見た目や性格とは裏腹に、母親を思い出すたびに号泣してしまったり、単車の二人乗りやモーターボートが苦手だったりする。豪快な性格で、動物や柑橘類、雑草や土をまとめて鍋で煮込む、五右衛門一派のコックでもある（鍋料理以外は出てこない）。怒り・感情が頂点に達すると元結が切れる。そして、泳げない。
人一倍、人情的な正義感が強い五右衛門一派の腕力担当で、伝説の武人の子孫らしく、素手での戦いでもかなり強さを誇る。
エピローグにて、最終的に目指していた「伝説の鉞」を手に入れたことが明らかになった（描写なし・週刊連載時のもので単行本未収録）。ラスト・エピソードにて、ワープくんの通う桜城高校のトップは坂田金時の末裔であるとのこと。
坂田さん（さかたさん）
いわゆるパンダで、作中では「白黒熊（パンダ）」と表現され、戦国時代の人々はパンダを知らないため「熊」と呼ばれる。
金太郎が幼いころから行動を共にする金太郎の相棒で、名前の由来は「偉大なご先祖様の名前を忘れないように」とのことから。金太郎以外の人間には赤子や老婆でも懐かないはずだったが、かぐやと非常に仲が良く、白黒熊攻防戦での五右衛門の執念を感じ、五右衛門にも懐いた。
金太郎と過ごす時間が長いせいか、会話や雰囲気から空気を読み、戦いにも長けていてかぐややワープくんを護ることが多く、危険を察知し自発的に攻撃を仕掛けることもある。笹ではなく竹が好物の様子で、金太郎同様に泳げない。

### 織田家
織田信長（おだ のぶなが）
「破壊こそ創造」を詠う戦国の魔王。大柄で長髪。
古びた秩序を破壊し新しい時代を創造しようと五宝物を集め、その力で新時代の創造者になろうと目論んでいる。
一度は五宝物を揃えかぐやを攫い、儀式を行ったが、その最中、五右衛門によってかぐやを奪い返され、再び宝物を集めるよう五武将に命じた。
柴田勝家を力で制圧、大蛇を素手で仕留めるなど、戦いにおいてかなりの強さを誇る、天下人に最も近い戦国の雄。無数の砲台を装備した鉄甲船を所有している。
任務を遂行できなかった秀吉をあっさり殺そうとするなど、部下や他人に対して非常に冷酷だが、亡き部下を弔う一面もある。
「追憶編」も参照。
当初は利休の説く「核の力で天下を取る」ことには耳を傾けなかったが、秀吉・光秀の謀反により「核」の実態を理解するため現代人のワープくんと面会する（「本能寺の変」では本能寺から脱出していた）。その後、五右衛門の代わりにかぐやを月へ帰そうとしたが、かぐやは「月へは五右衛門と一緒に行く」ことに強く拘ったため、秀吉に捕われた五右衛門を奪回するための指揮を執る。
織田家五武将
柴田勝家（しばた かついえ）
宝物「仏の御石の鉢」を担当。
鬼ヶ島出身で鬼と人間の混血。本名・勝鬼（しょうき・鬼に勝る鬼）。
スキンヘッドで顎鬚を蓄えていて、顔の右側額から頬にかけて大きな傷がある。この傷は、過去に信長と対峙した際に負ったものであることが、後に明らかになる。
鬼の強さを人間に誇示するために鬼ヶ島を出たが、信長の強さに共鳴し、自ら額の角を折り、信長に捧げ忠誠を誓った。
五宝物の儀式を五右衛門によって荒らされたのち、信長に再び宝物を集めるよう命じられ鬼ヶ島へ赴き、その際に“仏の御石の鉢”に宿った黒い力に支配され、感情が鬼として蘇った。古の言い伝えの通りに人の血に身を沈めたことによって鬼として完全に再生し巨大化、化け物＜怪物＞のような姿で覚醒し、五右衛門の前に立ちはだかる。
五右衛門との対決のあと、信長との関係にケリをつけるため、鬼ヶ島を守るために再び信長と対峙し、仁王立ちのまま絶命し、最期を迎えた。絶命する瞬間には、“最後には得物（武器）に頼る弱き人間”（刀を手にした信長）に対して笑って見せた。最後の言葉は「強き生き様は守ること也」。
連載誌の扉絵にて、編集部が添えた言葉は「傍若武人」。
滝川一益（たきがわ かずます）
後述「百地三太夫」も参照。
宝物「燕の子安貝」を担当。
髪の毛全体が逆立っていて、もみ上げ付近のみ黒髪。“変化自在の顔”を持っている。
猫のような素早い動きでの戦闘を得意とする上忍で、「手甲鉤（てっこうかぎ）」や「鎖鎌（くさりがま）」、「砂迅雷（さじんらい）」「握り鉄砲」「手裏剣」など忍者独特の道具や武器を服の中にたくさん持っている。
織田家の武将ではあるものの、本人は甲賀忍者で、従える部下も甲賀忍者衆となっている。末端の部下にまで気を配る、部下からの信頼も厚い武将でもある。
本物の滝川一益は百地三太夫に敗れ、存在しておらず、百地三太夫が滝川一益に成り代わり存在している（後述）。
前田利家（まえだ としいえ）
宝物「火鼠の皮衣」を担当。
ワイルドな風貌でバンダナのようなものを巻いている。
明智光秀（あけち みつひで）
宝物「蓬萊の玉の枝」を担当。
長髪の黒髪を束ねている。五宝物争奪戦とは別に天下を狙い、利休と共謀し秀吉に兵力と財力を提供する。
秀吉が収集した戦車を含む軍隊を率いて信長が留まっている本能寺へ攻め入った。
羽柴秀吉（はしば ひでよし、のちに豊臣秀吉に改名）
信長の側近で、五武将の中で一番格下。儀式の後、五宝物に関わる重要な任務は任されていない。
信長の命により、かぐやを攫ったが、一度は失敗し信長に殺されそうになる。その際は、猿の道化をしてその場を凌ぎ、再び捜索に出て五右衛門からかぐやを奪った。
動きが非常に素早く、ピストルを所持していて、その命中精度は高く、金太郎の鉞をあっさりかわし五右衛門を銃撃した。他にも、数だけの兵より役立つ“何か”を持っていることを仄めかしていた。自身の蔵には、自動車・トラック・単車・小型飛行機・油圧ショベル・SL機関車・家電・動物・バズーカ砲などがあり（後述）、戦国時代には存在しないはずの物を収集している。そのほとんどの使い方が分かっていはいない。かぐやが呼び寄せたとされ、自身は「収集品」と表現している（他には、“車”を知らないため、「白いアメ車」は「白い荷物」など）。鬼ヶ島にて斬鬼を拾い、斬鬼が「収集品」を上手に使えたため、手を組んで五右衛門一派を狙う。
斬鬼を失った後は利休の働きかけにより謀反（本能寺の変）を起こし、五右衛門を信長を討った下手人（罪人）に仕立て上げ釜茹での刑を執行しようとする（釜はロケットエンジンを逆さにした物）。
千利休（せんの りきゅう）
斬鬼を失い、再び収集品の使い方が分からなくなり途方に暮れる秀吉の前に現れ、光秀と共謀し秀吉に謀反を働きかける策士。スキンヘッドで眼鏡を掛けている。
現代風の眼鏡を掛けていることや「コレクション」という言葉を発したり、ルービックキューブをあっさり完成させたりするなどの他に秀吉の収集品の使い方を知っている様子で、自身の“夢”を実現させるため言葉巧みに天下人を利用しようとする。
その正体は、ワープくんと同様に戦国時代にタイムスリップした現代の軍事技術者で、極秘の国家プロジェクトにおいて核兵器を搭載した原子力潜水艦を手掛けていた。かぐやの能力によって原子力潜水艦が現代から姿を消したその1年後に自身もこの時代へやってきた（本能寺の変から25年前）。偶然出会った千利休を毒殺し、成り代わって原子力潜水艦を探し廻り、琵琶湖で発見する。稼働させるためには優秀な人材が必要なため、天下人を利用し核兵器を発射するための態勢を整えている。自身は核兵器の打ち上げを「夢の花火」と表現する。本名は明かされなかった。

### その他の人物

#### 主要人物
斎藤道三（さいとう どうさん）
通称・蝮の道三。下衆燐を所有していた大名で、五右衛門との下衆燐争奪戦の際には下衆燐を口に含み火を噴く技「炎舞」で襲いかかった。
結果的に宝の一部を盗まれてしまったが、その後は傷を負った五右衛門を手当てしたり、情報を提供したりするなど五右衛門に対しての敵対心は無く友好的な関係で、五右衛門には「ジジィ」と呼ばれる。家臣や部下のことを「宝」と表現する、人情味のある器の大きな人物で、また野良仕事をするなど大名らしからぬ庶民的な一面も持ち合わせている。史実の斎藤道三も油売りから武士になったという説がある。
本作では非常に小柄で出っ歯、坊主頭で顔の左側額から頬にかけて痣がある。
コミックスの第3巻より、おまけマンガ『よねはらひで遊戯』にも登場。
炎舞（えんぶ）
道三の技で、口に下衆燐を含み、前歯（出っ歯）と爪で火花を起こし火を噴く技。
「純粋に火炎を放射する」の他に、本人が“炎舞”と称する「蛇の姿を形成し襲いかかる（鎌首・蜷局・大蛇行など）」がある。

川上桃太子（かわかみ ももたこ）
年齢16歳。十二代目・桃太郎の巨乳で元気の良い女の子。通称・タコ（太子）、タコちゃんなど。第25話「鬼の降る島」（第3巻）から登場。
桃太郎の伝承者で、年に一度、鬼の闘気を鎮めるために鬼泣鳴啼刀を携え、初代・桃太郎が築いた鬼塚を目指している道中で五右衛門一派と出逢う。鬼塚のある漁村には母がいて、年に一度、逢えるのを楽しみにしている。まぜ物入りのきび団子を持っていて、食べた者は意識はあるものの、彼女の命令に従ってしまう。
着物を着て帯を締めているが、近代的な浴衣に見られるミニスカートのように裾が膝より高いタイプで、サイハイソックスに少しヒールが高い雪駄を履き、桃のマークが付いた鉢巻を巻いている。女の子だが、一人称は「オイラ」で語尾癖が「ぞい」「ってばサ」。
跡取りのいない先代・桃太郎を不敏に思った彼女の母が、彼女を跡取りとして預けたため、上記の金太郎とは異なり、一族の末裔ではない。そして、桃太郎〔侍〕の伝承者ではあるものの剣技は身につけていない。
対・勝家戦にて、何も力になれない自分に悔やんだが、五右衛門の策で、五右衛門にきび団子を与え暗示をかけた。本人は桃太郎が「呪い師（まじないし）」ということを知らなかったが、覚醒した五右衛門の背中に“初代・桃太郎”の姿を見た。村人、そして自身を鬼から守ってくれた五右衛門に惚れ、結婚を迫るも、保留となる。
きび団子（きびだんご）
桃太子が胸の谷間に備えているきび団子には秘薬が入っていて、呪い（まじない）の効果を増すことができる。ワープくん・坂田さん・金太郎が桃太子に従ってしまったのは、呪いによる暗示のため。
対・勝家戦において五右衛門はこの効力を逆に利用し、自ら桃太子に暗示をかけさせることで桃太郎（もしくは伝承者）として覚醒した。
鬼泣鳴啼刀（キキュウメイテイトウ）
桃太郎の伝承者にしか使えない特殊な刀で、一般的な刀よりも豪華な外観をしている。
通常、鬼の体を斬れるのは鬼だけであり、どんなに優れた刃でも人間が鬼を斬るのは難しいとされるが、この刀は空気を斬るように鬼の体を捌くことができる。しかし、伝承者の桃太子には重く、持つのがやっとで、（伝承者ではない）普通の人が触れると電気のようなものが流れ、痺れてしまう。きび団子で覚醒した五右衛門はこの刀を使えるようになり、勝家に傷を負わせることができた。

出雲阿国（いずもの おくに）
年齢17歳。猿を連れている女の盗賊で、第43話「笑顔なき町」（第5巻）から登場。
五右衛門と同じ忍び上がりの盗賊で、偶然、同じお宝を狙い五右衛門と接触する。ファーストコンタクトで、“隠れ身の術”を使い五右衛門に強烈な蹴りを浴びせた。忍術の他に、掴んだ相手を自身の身体とともに回転させる技を持っている。
黒髪・癖っ毛の長髪で編み上げのパンツにファーの付いたロングブーツを履いていて、一人称は「あたい」。経緯は不明だが、五右衛門と同じように単車に乗っている。
性格も五右衛門によく似ていて、負けず嫌いの意地っ張りで、五右衛門をライバル視する。去り際に五右衛門の単車に落書き（サイン）をする、お茶目な面もある。「甦りの箱」を奪われ、五右衛門に対して堂々と宣戦布告して去っていった。ワープくん曰く「傾いている」。百地三太夫扮する滝川一益に師事している。
一益の正体が百地だと判明してからは一派とは敵対することはなく、焚き火を囲み踊りを舞ってみせた。踊りを舞うことについて「収穫後の農民の苦労を少しでも癒せるように」と、「いつか大衆が気軽に楽しめる娯楽を作る」という夢を語った。“盗賊”である理由は「夢のために金持ちから金品を盗んで軍資金を稼ぐ」。
編集部が添えた言葉は「女豹」。
百地三太夫（ももち さんだゆう）
後述「追憶編」も参照。
伊賀の里を去った後、滝川一益（甲賀流）に「史上最も優れた伊賀者」と狙われ、辛くも勝利し、自身の夢を実現させるため・信長を利用するため、「滝川一益」に変相する。この事実は誰も知らないが、五右衛門と阿国に語られた“夢”の内容は同じである。
五右衛門が鬼ヶ島で竜巻列旋を放ったことを知り、かつての師として指導すべく五右衛門と対峙（姿は一益）し、先に“燕の子安貝”を手にする。この時に柴田勝家（勝鬼）と同じように内に秘めた欲望を解放してしまい、五右衛門に師匠としての姿を現した。“燕の子安貝”争奪戦に乱入した斬鬼に襲われた五右衛門を護るために斬鬼と闘い、右腕を失う重傷を負うが阿国を含む五右衛門達の介抱により一命を取り留めた。そして五右衛門に対して感謝の言葉と「そばに居てあげられなかったことの後悔」を口にする。斬鬼との闘いでは関節技と気功（掌底）のような技で応戦した。
竜巻列旋の本当の恐ろしさを伝える（警告を促す）ために自ら五右衛門を追い（後述の「竜巻列旋」を参照）、直接対決では成長した五右衛門の剣技に圧倒される。阿国には「伝説の忍び・百地三太夫」と称された。
斬鬼（ざんき）
長身細身の躯体で、額に刃物のような角を擁する危険な白鬼。五宝物が持つ巨大な力を知り、“仏の御石の鉢”を奪い遁走を試みる。
登場する鬼はすべて肌の色が浅黒いが、白い肌でタトゥーのような模様が頬や体にあり、唇や頬、肩などにピアスのようなものが（体の一部的に）付いている。人間をはるかに上回る身体能力を持っているが、泳げない。元鬼の無念を晴らそうとする金太郎の拳に敗れる。
金太郎に敗れた後、瀕死の状態で信長の鉄甲船に流れ着き拾われる。以後は、秀吉と手を組み、五右衛門一派を狙うこととなる。アメ車を乗り回したり、チェーンソーを操るなど、秀吉の収集品を上手に使うことができる。対・金太郎戦で殺鬼虫の毒に侵された右目は見えなくなり、隻眼となっている。殺気虫に2度刺されたため、唾液は相手に軽傷を負わせる程度の毒に変化した。
五右衛門一派に仕返しをするために接近し、“燕の子安貝”争奪戦に乱入したが、竜巻列旋の嵐に巻き込まれ絶命した。
連載誌の扉絵にて、編集部が添えた言葉は「白の戦慄」。
斬鬼が使用した（できた）アイテム
アメ車、チェーンソー、バズーカ、マシンガン、手榴弾

以蔵（いぞう）
後述「追憶編」を参照。
その後、前田利家に仕える忍者として再登場。五右衛門を加勢するため利家に助けを乞う。

#### 鬼ヶ島・鬼族
勝鬼（しょうき）
上記の「柴田勝家」を参照。
重鬼（じゅうき）
鬼族の長。桃太郎の呪縛により鬼としての闘気を失っていたが、“仏の御石の鉢”が漂着し、それを手にしたことにより闘気を取り戻し、再び鬼の強さを人間たちに誇示しようと勝鬼（柴田勝家）に持ちかける。
その後、息子・元鬼が鬼ヶ島内部の裏道を五右衛門一派に案内していたことが「裏切り」とみなされ、斬鬼に背後から腹部を角で貫かれ、殺される。
元鬼（ゲンキ）
鬼の子供で、重鬼の幼い息子。桃太子と仲が良く、姉弟のような雰囲気。
良からぬ方へ向かう鬼ヶ島を元に戻したいと、桃太子や五右衛門に助けを乞う。子供らしく、島の裏道や抜け道に詳しく、勇敢な性格。
斬鬼に襲われそうになったかぐやとワープくんを救おうと、殺鬼虫を斬鬼の脚に刺し救出、結果的に復讐したことになったが、斬鬼は致命的な傷を負っておらず、金太郎の拳によって無念は晴らされる。一丁前になるため五右衛門に連れて行って欲しいと懇願したが、連れて行ってはもらえなかった。
その後、秀吉に捕われている五右衛門を救うために桃太子と共に再登場する。鬼は鬼ヶ島にある「繭」で成鬼（成人）するということで、大人の体格になっての登場。
斬鬼（ざんき）
前述を参照。

#### 追憶編
五右衛門の過去に関しての回想シーンにて登場した人物。
五右衛門（ごえもん）
幼いころは1人で、ただ漂って生きていた。摂津の町で盗みを覚え、生きていく術を見つけたが、町人に捕まってしまったところで百地三太夫に買われ、連れて行かれることになる。
伊賀の里へ来た当初は、以蔵に「ヘタレ」と言われるほど気の弱い少年だったが、修行の中で生きていく楽しさを覚え、人との関わり・人と競い合う楽しさを求めた。上忍になるための以蔵との対決に勝ったが、その後の孤独な修行では自分の力量が量れずに、城に盗みに入っては力を試していた。その罰として禁固された際に「風神（竜巻列旋）」が五右衛門に取り憑いてしまう。そして刃を握ると風が纏わり付く体になってしまい、思うように体を動かせなくなり、上忍と成るための修行は以蔵が引き継ぐことになる。
織田軍が伊賀の里を攻めて来た時に、里を守ろうと竜巻列旋を放ち、里ごと壊滅させてしまい、「バケモノ」と呼ばれ、また独りぼっちになってしまった。
百地三太夫（ももち さんだゆう）
伊賀の里を統治する上忍の長で、親なき子供（作中では“餓鬼”〔ガキ〕と表現）を連れて来ては、優れた忍びに育てるために修行をさせる。幼い五右衛門を人身売買によって買い、伊賀の里へ連れて来た。子供達からは「師匠」と呼ばれる。
上忍として非情な態度で子供達に接するが、厳しく接する反面、我が子のように接するような優しさも持ち合わせている。五右衛門には「忍びの技術を平和利用し、優しい風が頬をなでる国を作る」という自身の夢を語って聞かせた。この夢はその後、同じ内容で滝川一益の口から阿国にも語られている。
城に盗みに入っては力量を試す五右衛門の本心に気付かずに、五右衛門の心を見誤っていたことの責任を取り、伊賀の里を去った。親の居ない五右衛門にとっての父親のような存在でもあった。
松介（まつすけ）、半太（はんた）、三吉（さんきち）
五右衛門と同期で忍びの修行をした親なき子供達。半田、三吉はペアで描かれるシーンが多い。過酷な忍の修行においても、軽い発言を度々している。松介は同期の中でも気弱で体力も一番劣っており、生と死の狭間に身を置く忍の在り方に対し疑問を持つような発言もしている。
以蔵（いぞう）
五右衛門と同期で忍びの修行をした親なき子供。
戦忍び（いくさしのび、戦闘用忍者・上忍）となれる能力を持った五右衛門のライバル。幼い五右衛門は以蔵を鏡のように自分に映し、以蔵の姿を見て自身の成長を実感しながら共に修行をこなしていた。
上忍に成ることを目標とし、当初はヘタレの五右衛門を毛嫌いしていたが、修行の中でライバルとなる。上忍に成るための五右衛門との対決で敗れ、潔く負けを認め五右衛門を激励した。
次第に五右衛門をライバルとして認めた節があり、織田軍との攻防で大きく負傷するも、竜巻列旋を放った五右衛門に対して冷たくあしらう上忍をよそに微笑んでみせた。
藤原千方（ふじわらの ちかた）
遠い昔、「火」「風」「水」「隠形（おんぎょう）」の4つの神を自身に宿していた男。
その膨大な力で朝廷に逆らうも成敗され、千方を離れた4つの神のうちの「風神」だけが伊賀の地の大石に宿った。
「風神」については、「竜巻列旋」を参照。この事柄は「藤原千方の四鬼」がモチーフになっている。
術師（じゅつし、名称不明）
高名な術師で、後に伊賀の里を発祥させた人物。千方を離れた「風神」を抑えるために、自身の魂を込めた2つの腕輪を大石に填め込み、竜巻列旋の嵐を封じた。
織田信長（おだ のぶなが）
白馬に股がり登場。「特殊な能力を持つ集団は甲賀だけで良い」と伊賀の里に攻め入った。この時点で五右衛門の存在には気付いておらず、竜巻列旋を「神風」と表現した。

#### その他
神山家（かみやまけ）
「月詠みの箱」を持ち回りで所有していた五つの武家のひとつで、当主がお宝（かぐや）のことを「ただの道具」と表現したことが五右衛門の逆鱗に触れ、護衛ごと抹殺されてしまう。
三郎太（さぶろうた）
斎藤道三の家臣。忠誠心はあるものの、体格の小さな道三を子供のように扱う。
コミックスの第3巻より、おまけマンガ『よねはらひで遊戯』にも背景的に登場。
小太郎（こたろう）
“笑顔なき町”の殿様の10歳の嫡子。3歳のころに母親を亡くしてから笑わなくなり、そんな顔を空に昇った母に見せられないと、真っ白のお面を被っている。
日に2回、白装束の集団を連れ、町を巡回し、“笑っている者”がいないか監視している。
「甦りの箱」をかぐやが開けてしまい、中身が飛び散って甦った枯れ木とワープくんが町に飾った電灯を見て笑顔を取り戻すことができ、町にも笑顔が戻った。
飯屋の女将（めしやのおかみ）
“笑顔なき町”で飯屋を営む女性。父親が他界する際に中身のわからない「甦りの箱」を遺言通りに、殿様に献上した。
「甦りの箱」の正体が「枯れ木を甦らせる粉」だったことから、彼女の父親は「花咲か爺さん」だったということになる。
石川英雄（いしかわ ヒデオ）
通称・ゴエモン、桜城高校で学校一のトラブルメーカー。ほとんど学校には行っていないためワープくんは名前を聞くまで同級生だとはわからなかった。
Kawasaki・ZRX1100に乗り、学校中の不良から狙われる自称・人気者。

## お宝

### 月詠みの箱
「つきよみのはこ」と読む。年に一度、中秋の名月が照らす一夜＜満月の夜＞にだけ機能し、望んだものを呼び寄せる不思議な箱。
箱の中には紐で縛られたかぐやが閉じ込められていて、かぐやが望んだものを呼び寄せる（上記の「登場人物 - かぐや」を参照）。
本作において、五右衛門が盗んだ最初のお宝である。

### 五宝物
「ごほうもつ」と読む。すべて『竹取物語』より。かぐやと五つの宝物が集う満月の夜に大きな力を齎す。
信長の儀式のあと、単体では手にした者が封じていた感情や欲望を目覚めさせる力が備わった。
仏の御石の鉢（ほとけのみいしのはち）
両手に収まるくらいの大きさの、文字通り「鉢」の形状。
燕の子安貝（つばめのこやすがい）
掌に収まるくらいの大きさで、文字通り「貝」のような形状。
火鼠の皮衣（ひねずみのかわぎぬ）
大きさ・見た目は共に、防具の「籠手」とほぼ同じ形状。
蓬萊の玉の枝（ほうらいのたまのえだ）
掌ほどの大きさで、玉葱の底部分から枝が生えたような形状。
竜の首の珠（たつのくびのたま）
掌ほどの大きさで、水晶珠のような形状。

### 単車
- Kawasaki・ZRX1100　通称・緑ちゃん[注 4]
五右衛門のリクエストによりかぐやが呼び寄せた馬（単車）。五右衛門は「そこらの馬より倍くらい速い」「緑の千里を風の如く走る」と言ったが、かぐやは「そこらの馬よりばいくでェ速い」「緑の千いじょ風のごとく走る」と発音したために、緑の1000cc以上のバイクを馬の代わりに呼び寄せてしまった。
作中では、詳しい年式や仕様などの言及は無い。
五右衛門が唯一、敬称を付けて呼ぶ存在で、ワープくんが運転することもある。そして、作者の愛車でもある[4]。
- Kawasaki・ZEPHYRχ
女盗賊・阿国が乗っている単車。入手経緯などは不明で、こちらも詳しい年式や仕様などの言及は無い。

### かぐやが呼び寄せたアイテム
かぐやが呼び寄せた（のではないかとされる）アイテム。かぐやの年齢から700ほどあるのではないかとされる。 
- パンダ
- 下衆燐（げすりん） - ガソリン
- ピストル - 秀吉が所持する回転式拳銃（リボルバー）。
- モーターボート
- 電球と発電機
- 原子力潜水艦 - 核兵器を搭載。琵琶湖に沈んでいる。
- ロケットエンジン
- 時越速太（ワープくん）
- 千利休に成り代わる人物
- のちに石川五右衛門となる人物（石川英雄）

#### 秀吉の蔵にあるアイテム
かぐやが呼び寄せた（のではないかとされる）アイテムで、秀吉が集めた品。「収集品（または荷物）」と呼んでいる。
- 自動車 - アメ車（オープンカー）・ベンツ（セダンまたはステーションワゴン）・SUV・トラック
- 単車
- 飛行機 - 小型タイプ
- 油圧ショベル - 推定12 - 20トン級
- SL（蒸気機関車）
- 家電 - テレビ・パソコン・冷蔵庫・電子レンジ・ラジカセ など多数
- 動物 - 象・ワニ
- 衣類 - 革ジャンパー
- その他 - 煙草・バズーカ砲・ドラム缶（中身は不明）

他にも多数。

### その他のアイテム
物語に登場するその他の道具など。
- 腕輪（うでわ）
五右衛門が自身の危険な技を封印するために両手に付けている腕輪、「名高き術師の妖器」。
竜巻列旋の嵐を封じるために、術師の魂が込められている。
- 甦りの箱（よみがえりのはこ）
“笑顔なき町”の飯屋の女将が父親の遺言で殿様に献上した箱。枯れ木に花を咲かせる粉が入っていて、五右衛門と阿国が争っている最中にかぐやが得意の指で開けてしまい、ばら撒いてしまった。
このお宝は「花咲か爺さん」がモチーフになっていて、飯屋の女将の父親は“花咲か爺さん”だったということになる。箱の蓋には左三つ巴の家紋が描かれている。
枯れ木たちは花を咲かせ、ワープくんが飾りつけた電灯とともに町を彩り、小太郎や町の人々は笑顔を取り戻した。

## 用語・設定
かぐやが五つの宝物と集う満月の夜
五つの宝物がかぐやと集う満月の夜、大きな力が舞い降りる。そのときのかぐやの問いに「はい」と答えることが条件で、「はい」と答えることによってかぐやは月へ帰ることができ、断った場合は、かぐやの命と引き換えに悪しき力が舞い降りる。なお、この時の満月の夜は中秋の名月ではない。
半月の夜
半月の夜は宝物の力を借りずにかぐやは覚醒し半透明の大人の姿を見せる。作中2度目の覚醒でワープくんに「パラレルワールドとして存在している」ことと、五宝物がすべて揃う〔＝かぐやが月に帰る〕と「この世界の存在は無くなり（何もなかったことのように）元通りに戻る」ことを伝えた。「何もなかったことのように」とは「この時代（次元）で経験したすべての記憶」も無くなる。

### 五右衛門の技
咆哮波動（ほうこうはどう）
大きく息を吸い込み大声を出す技。時に岩をも砕き、人の聴覚や脳神経を一時的に狂わせる。
体力の消耗が激しく、本人曰く「日に一度が限界」。
竜巻列旋（リュウカンレッセン）
両手の掌から風を発生させ、竜巻（たつまき）を形成する技。砂や塵を巻き上げた高速の風で相手に傷を負わせ、小さいものを複数合わせて巨大化させることも可能。
五右衛門自身も巻き添えになるような危険な技で、普段は腕輪（ブレスレット）を両手に付けその力を封印している。鬼に対して、刀による攻撃は通用しなかったが、この竜巻は鬼に傷を負わせることができた。
五右衛門はこの技で過去に何かをやらかしたことを仄めかしていて詳しく語ろうとしないが、回想シーンにて「10歳に満たないころから」この技を使える様子。その後の追憶編にて、伊賀の里を守るために放ったが、結果的に里を壊滅させてしまったことが明かされ、「手に余る巨大な刃」とされる。五右衛門自身では制御できないが、「師匠を守りたい」と祈った時には竜巻を嵐に変化させることができた。
名称の由来は、「竜が巻き、烈しく旋る風」（りゅうがまき、はげしくめぐるかぜ）。本作中で「竜巻列旋」とは、「風神」の名前であり、藤原千方の元を離れた四つの神のうちの一つである。術師の魂が込められた腕輪と九字によって大岩に封印されていた。
関わるごとに痣が増え、九字が体に印される。師匠・百地によると、九字がすべて揃った時に「風神」が五右衛門の体を喰い破るという。1度の解放で1つずつとは限らず、1つ目（臨）は宿った時、2つ目（兵）は少年時代の織田軍との攻防の時、3つ目（闘）は鬼ヶ島にて、霧幻の谷で解放した時は1度に3つの痣（者・烈・在）が印された。

### 鬼ヶ島
鬼（おに）
本作の鬼は、一角もしくは二角で棘の付いたこん棒を持ち、ほぼ裸の状態で腰に布のようなものを巻いた姿で登場し（一部を除く）、一般的に想像される鬼に近い姿をしている（一部を除く）。人間と同じように男と女、大人と子供が存在し、人間をはるかに上回る身体能力（筋力や跳躍力、体格）を持っている。
「鬼は人の血に身を沈めることによって、その姿や力をより強固なものに変える」と古の時より伝えられていて、人間との混血である勝家は、人の血に身を沈め、完全な鬼となった。
鬼ヶ島（おにがしま）
本作での鬼ヶ島は柴田勝家の出身地となっていて、「初代・桃太郎より代々伝わる刀を鬼塚に突き立てることで、鬼の闘気を鎮め、鬼を鬼ヶ島に封じることができる」という暗示の元に、鬼は島から出ることなく暮らしていた。また、鬼が振舞う魚料理は絶品とのこと。様々なモンスターのような生き物が多数生息している。
殺鬼虫（さっきむし）
モンスターのような生き物のひとつで、サソリを大きくしたような外観の毒を持つ怪物。群れ（大群）で行動し、明かりを嫌う。
鬼ですら一刺しで倒すほどの毒を持っている。その毒性は、子供の鬼は刺されると死んでしまうが、大人の鬼は激痛を覚えるが一日寝込む程度のものである。

### 桃太郎
本作における「桃太郎伝説」は、“3匹の獣を連れ鬼を征伐した侍”という一般的な物語に加え、“呪い（まじない）による鬼征伐を目指した”となっていて、“呪いの効果を上げるために秘薬を作りきび団子に混ぜ、それを口にした者に暗示をかけて従わせる”というもので、それによって鬼を征伐・鬼を封印した、となっている。
五右衛門の見解によると、「初代・桃太郎は鬼泣鳴啼刀を手に鬼を倒す力を持っていたが、できる限り何も傷つけずに人々の生活を守りたかったために、呪いを使い鬼族を封じた」と言っている。

## 書誌情報
- 米原秀幸 『風が如く』 秋田書店〈少年チャンピオン・コミックス〉、全8巻
  1. 2009年3月6日発売 ISBN 978-4-253-21531-2
  2. 2009年5月8日発売 ISBN 978-4-253-21532-9
  3. 2009年7月8日発売 ISBN 978-4-253-21533-6
  4. 2009年9月8日発売 ISBN 978-4-253-21534-3
  5. 2009年12月8日発売 ISBN 978-4-253-21535-0
  6. 2010年2月8日発売 ISBN 978-4-253-21536-7
  7. 2010年4月8日発売 ISBN 978-4-253-21537-4
  8. 2010年5月7日発売 ISBN 978-4-253-21538-1（描き下ろしにて『ラスト・エピソード』を追加収録）

### おまけマンガ
コミックス第3巻から第7巻まで、巻末でおまけマンガ『よねはらひで遊戯』（よねはらひでゆうぎ）を掲載している。道三と三郎太（と作者）によるコント風・次巻予告などが描かれている。
第4巻のみ巻頭（全4ページ）で、本編同様の作画にて“噺家・斎藤道三”によるこれまでのあらすじ紹介が仮装しながら行われた。
登場人物
斎藤道三・三郎太・米原秀幸

## その他
- サブタイトルの「Funky adventures of Goemon the king of thieves!!」は直訳すると「盗賊王ゴエモンの愉快な冒険」となり、作者の“戦国アドベンチャー”との表現と併せて、「冒険もの」であることを表している。作中（おまけマンガ）の斎藤道三の言葉では「おとぎ話もごちゃまぜの戦国冒険活劇絵巻」。
- 『週刊少年チャンピオン』2009年15号の特別企画にて、読者プレゼントとして本作の五右衛門と江口洋介が演じる五右衛門が共演するイラスト（一点もの）が作者の手によって描かれた。
- 『風が如く』第8巻が、作者にとって通算100巻目の単行本となった。